# Alfred Adler (Romanist)
Alfred Adler (* 12. Februar 1907 in Wien; † 24. Januar 1986 in Brooklyn) war ein österreichischer Romanist und Literaturwissenschaftler, der überwiegend in den Vereinigten Staaten wirkte.

## Leben und Werk
Adler studierte Romanistik, Germanistik, Anglistik und Klassische Philologie in Wien und wurde 1929 von Karl von Ettmayer mit der Arbeit Zur Lehre vom altfranzösischen Asyndeton im que-Satze promoviert. Dann war er Gymnasiallehrer. 1940 emigrierte er in die Vereinigten Staaten und kam im General Education Board unter. Er unterrichtete zuerst an Colleges in Michigan und Wisconsin. 1951–1952 erhielt er ein Guggenheim-Stipendium. Ab 1952 lehrte er in New York City am Brooklyn College, zuerst als Associate Professor, von 1956 bis zu seiner Emeritierung 1973 als Professor. 1969 und 1975 nahm er Gastprofessuren in Konstanz wahr. 

## Werke
- Sens et composition du « Jeu de la feuillée ». University of Michigan Press, Ann Arbor 1956 / London 1979.
- Rückzug in epischer Parade. Studien zu Les Quatre Fils Aymon, La Chevalerie Ogier de Danemarche, Garin Le Loherenc, Raoul de Cambrai, Aliscans, Huon de Bordeaux. Klostermann, Frankfurt am Main 1963.
- Möblierte Erziehung. Studien zur pädagogischen Trivialliteratur des 19. Jahrhunderts. W. Fink, München 1970.
- Holzbengel mit Herzensbildung. Studie zu De Amicis' Cuore, Collodis Pinocchio und anderen literarischen Aspekten des italienischen Lebensstils. W. Fink, München 1972.
- Episches Frage- und Antwortspiel in der "Geste de Nanteuil". Mit einem Exkurs über Gegenbildlichkeit in altfranzösischen chansons de geste. V. Klostermann, Frankfurt am Main 1963, 1974.
- Epische Spekulanten. Versuch einer synchronen Geschichte des altfranzösischen Epos. Vorwort von Hans Robert Jauss. W. Fink, München 1975.
- Dumas und die Böse Mutter. Über zehn historische Romane von Alexandre Dumas dem Älteren. E. Schmidt, Berlin 1979.
- Am stillen Herd ... "Foyer" in Romanen des 19. Jahrhunderts. C. Winter, Heidelberg 1980.